# Max-Planck-Gymnasium Nürtingen
Das Max-Planck-Gymnasium (kurz: MPG) ist eines von zwei staatlichen Gymnasien der Stadt Nürtingen und wurde – als Hinweis auf die eher naturwissenschaftliche Ausrichtung – benannt nach dem bedeutenden Physiker und Nobelpreisträger Max Planck. Es ist ein zumeist vierzügiges Gymnasium.

## Gebäude

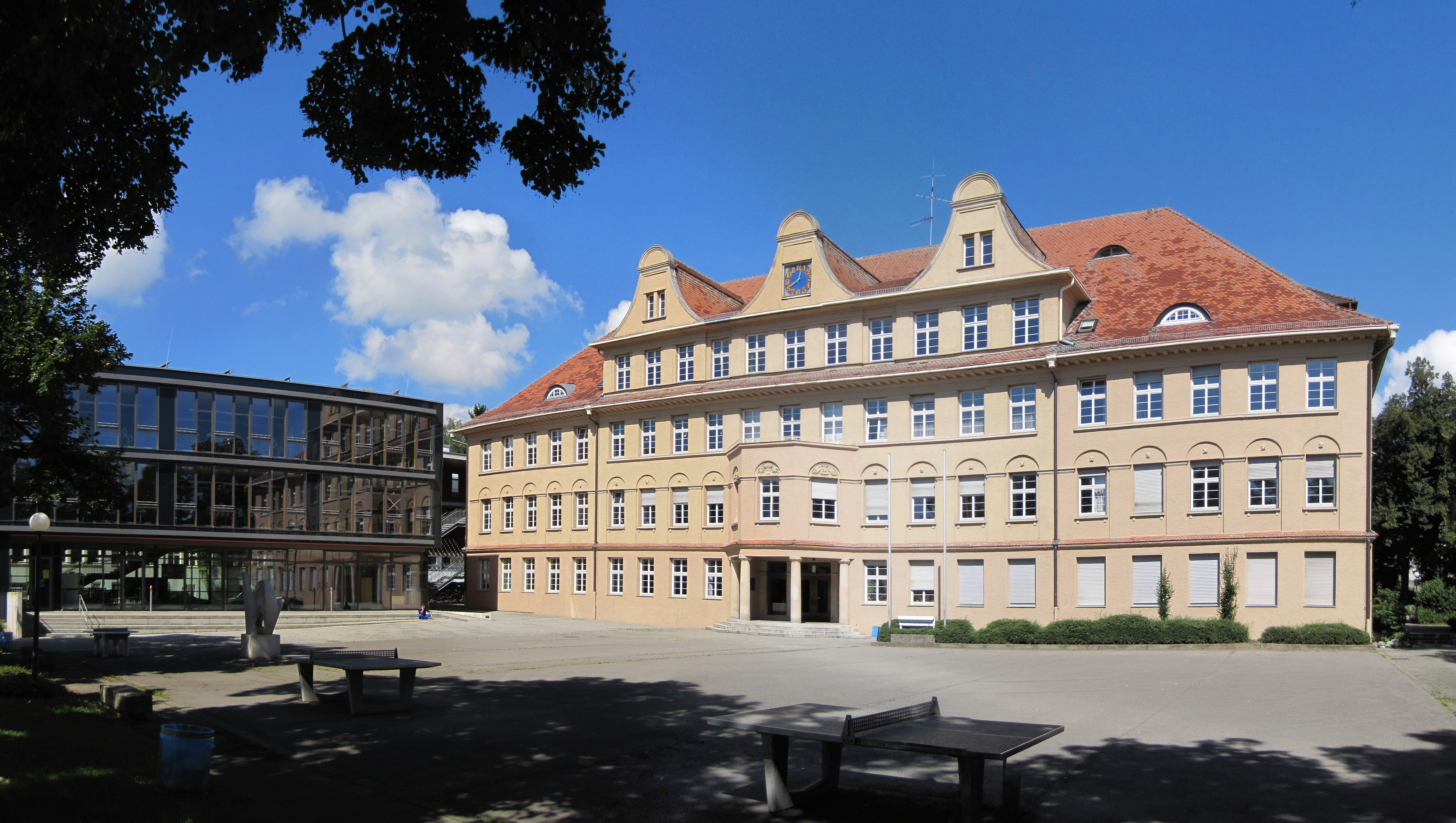
Der Südhof mit Glas- und Altbau

Das Hauptgebäude hat eine ereignisreiche Vergangenheit. 1914 war es gerade fertiggestellt, aber noch nicht bezogen, als der Erste Weltkrieg ausbrach. Im Schulgebäude wurde deshalb ein Lazarett eingerichtet. Nach Kriegsende wurde 1919 dann der Schulbetrieb aufgenommen. Von 1944 bis Kriegsende 1945 wurde das Gebäude zum zweiten Mal als Hilfslazarett benutzt, der Schulbetrieb ruhte in dieser Zeit. Das Hauptgebäude stellt heute ein Kulturdenkmal dar.
1961 wurde das Gymnasium um einen Fachklassenanbau und eine Turnhalle erweitert. 2006 erfolgte nochmals eine Erweiterung um einen Musiksaal und weitere Klassenräume. Die Schule betreibt auf dem Dach des Neubaus eine Photovoltaikanlage, die eine Spitzenleistung von etwa 1,95 Kilowatt erbringt.
Durch seine Lage in der Stadtmitte, in unmittelbarer Nähe zu Bahnhof und Omnibusbahnhof, ist das MPG für die Schüler sehr gut erreichbar.

## Profile
Am Gymnasium werden drei Profile angeboten. Ab der 8. Klasse wählt der Schüler ein naturwissenschaftliches, ein Sport- oder sprachliches (mit drei Pflichtfremdsprachen) Profil.
Angebotene Sprachen sind: Englisch, Latein oder Französisch, Italienisch.

## Besonderheiten des Max-Planck-Gymnasiums
Das Max-Planck-Gymnasium hat 2006 das Doppelstundenmodell eingeführt: Der Unterricht am Vormittag wird in der Regel in drei Doppelstunden (90 Minuten) erteilt, was bessere Konzentration und intensiveres Lernen ermöglichen soll.
Speziell für die neuen Schüler der 5. Jahrgangsstufe übernehmen Schüler höherer Klassen eine Patenschaft, um ihnen den Übergang zum Gymnasium und das Einleben zu erleichtern.
Die Schüler haben die Möglichkeit, an einem Schüleraustausch mit zwei Schulen der Nürtinger Partnerstadt Oullins (Frankreich) und/oder einer Schule in Maidstone (England) teilzunehmen.
Das MPG hat sich gegen das Modell einer Ganztagsschule entschieden und bietet stattdessen eine Hausaufgabenbetreuung und fachspezifische Förderung auf freiwilliger Basis am Nachmittag an.
Der Kammerchor der Schule hat überregionale Bedeutung. Er nahm 2001, 2005 und 2009 erfolgreich am Regional- und Landeschorwettbewerb teil und belegte jeweils den 2. Platz. Bei den Baden-Württembergischen Schulchortagen 2006 errang er ebenfalls einen 2. Platz und 2009 einen 1. Platz im Chorwettbewerb „Chorpreis Deutsche Sprache“. Beim Internationalen Chorwettbewerb in Bad Ischl 2009 belegte er den 2. Platz und bekam ein silbernes Diplom.

## Bekannte ehemalige Schüler
- Hans-Otto Schwarz (1929–2011), ehemaliger Wirtschaftsminister Baden-Württembergs, machte am Max-Planck-Gymnasium sein Abitur
- Peter Härtling (1933–2017), Schriftsteller; verbrachte seine Jugend in Nürtingen und besuchte hier das Max-Planck-Gymnasium
- Wolfgang Friedrich Ischinger (* 1946) ist ein deutscher Rechtswissenschaftler und ehemaliger Diplomat
- Helga Baumgarten (* 1947), Politikwissenschaftlerin
- Friedrich Kurz (* 1948), Musical- und Theaterproduzent
- Helmut Rau (* 1950), Politiker, Landtagsabgeordneter und Minister, wuchs in Nürtingen auf und machte am Max-Planck-Gymnasium sein Abitur
- Harald Schmidt (* 1957), Komiker, machte aber sein Abitur am Hölderlin-Gymnasium
- Axel Müller (* 1963), Politiker (CDU), machte am Max-Planck-Gymnasium sein Abitur
- Matthias Recke (* 1968), Archäologe, machte am Max-Planck-Gymnasium sein Abitur
- Felix Tausch (* 1976), Richter, machte am Max-Planck-Gymnasium sein Abitur
- Nadine Enoch (* 1989), Fußballspielerin, besuchte das Max-Planck-Gymnasium